# 18572 Роше
18572 Роше (18572 Rocher) — астероїд головного поясу, відкритий 28 листопада 1997 року.
Тіссеранів параметр щодо Юпітера — 3,598.